# Fotbollsallsvenskan

Offizielles Logo von 2008 bis 2019

Die Fotbollsallsvenskan ist die höchste Fußball-Liga in Schweden und besteht aus 16 Mannschaften. Sie wird seit 2018 von Unibet gesponsert und ist unter dem Namen Allsvenskan bekannt. Die Saison beginnt im April und dauert bis November. Sie löste 1925 als landesweite Liga die Svenska Mästerskapet ab, in der im Pokalmodus der Landesmeister ermittelt wurde. In der UEFA-Fünfjahreswertung der europäischen Ligen nimmt die Allsvenskan für 2024 Rang 25 ein.

## Modus
Die 16 Mannschaften treffen im Verlauf der Saison zweimal auf jede andere Mannschaft. Der Tabellenführer nach dem abschließenden 30. Spieltag ist schwedischer Meister und erhält den Lennart-Johansson-Pokal. Er ist im folgenden Sommer in der Qualifikation zur UEFA Champions League spielberechtigt. Die Mannschaften auf den Rängen zwei und drei erreichen die Qualifikation für die UEFA Conference League.
Am Ende der Spielzeit steigen die beiden Tabellenletzten direkt in die Superettan ab, während der Drittletzte in einer Relegationsrunde in Hin- und Rückspiel auf den Tabellendritten der zweiten Liga um den Klassenerhalt spielt. Durch die Aufstockung der Liga auf 16 Mannschaften nach der Spielzeit 2007 stieg in der Saison 2007 nur der Tabellenletzte direkt ab.

## Mannschaften
In der Saison 2025 spielen folgende Mannschaften in der Allsvenskan:
| - IF Brommapojkarna - Degerfors IF (Aufsteiger) - Djurgårdens IF - IF Elfsborg - GAIS Göteborg - IFK Göteborg - Halmstads BK - Hammarby IF | - BK Häcken - Malmö FF (Meister) - Mjällby AIF - IFK Norrköping - Östers IF (Aufsteiger) - IK Sirius - AIK Solna - IFK Värnamo |

## Geschichte

### Der Fußball kommt nach Schweden (1870–1900)

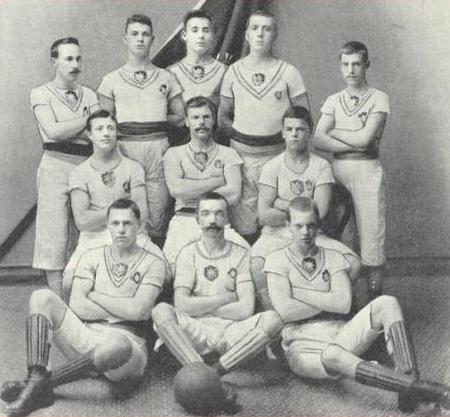
Örgryte, erster Meister (1896)

Das Fußballspiel hatte in Schweden einen schweren Stand, da die umfangreichen Handelsbeziehungen und Kontakte mit Deutschland die Turnerbewegung („Linggymnastiken“) bevorteilte. Der sportliche Austausch mit England seit etwa 1870 machte den Fußball beliebter, jedoch spielte man anfänglich eine Art Mischung aus Fußball und Rugby, die „schwedischer Fußball“ genannt wurde. Weil aber die Regeln der schwedischen Variante sehr kompliziert waren und die Städte an der Westküste (z. B. Halmstad und Malmö) umfangreichen Kontakt mit Dänemark hatten, wo das Spiel nach englischen Regeln schon länger praktiziert worden war, setzte sich auch in Schweden der englische Fußball mehr und mehr durch. In Göteborg, der größten Stadt an der Westküste, waren es schottische Textilarbeiter, die dem englischen Fußball zum Durchbruch verhalfen und es war daher kein Zufall, dass in der Hafenstadt das erste Spiel zwischen zwei schwedischen Mannschaften nach englischen Regeln gespielt wurde. Da die Turnerbewegung in Stockholm sehr stark war, dauerte es dort etwas länger, bis sich der Fußball etablieren konnte, aber ab 1895 galten die englischen Fußballregeln in ganz Schweden. Damit einher ging auch die Gründung des Svenska Idrottsförbundet im selben Jahr, der auch begann, die schwedischen Meisterschaften (SM) durchzuführen, deren erster Sieg der Göteborger Club Örgryte IS wurde. Ein Verein, der den schwedischen Fußball in diesen Anfangsjahren vollständig dominieren sollte.

### Der Weg zurAllsvenskan(1900–1923)

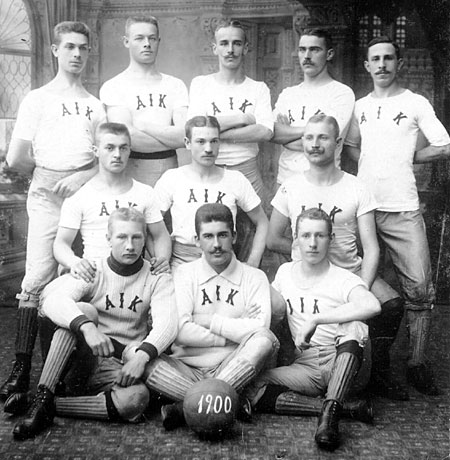
AIKs Meistermannschaft von 1900

In den ersten Jahren wurde die schwedische Meisterschaft noch nicht im Ligaformat durchgeführt, sondern im K.-o.-Modus. Möglicherweise war die Anzahl der Fußballvereine zu gering, bei den Siegen von AIK Stockholm in den Finals 1900 und 1901 zeigte sich jedoch schon, dass die Konkurrenz zunahm, als die Hauptstädter den 1899 durch den Graf Clarence von Rosen gestifteten Pokal in Empfang nehmen konnten. Dies waren aber nur Momentaufnahmen, seit 1902 dominierte Örgryte wieder den schwedischen Fußball. Der Konflikt zwischen den beiden größten Städten Göteborg und Stockholm äußerte sich aber nicht nur sportlich, sondern auch im Gerangel um die organisatorische Vorherrschaft, als der Geschäftsmann C. L. Kornerup 1902 den in Stockholm ansässigen Svenska Bollspelsförbundet (deutsch: Schwedischer Ballspielverband) gründete, der auch die erste Liga organisierte, die am 4. Juli den Spielbetrieb aufnahm und mit dem Sieg von Djurgården Stockholm nach sechs Spielen endete. Mit der Gründung des Bollspelsförbundet existierten damit also zwei Sportverbände im Königreich, mit der Gründung des Riksidrottsförbund (inklusive Fußballabteilung) 1903 kam noch ein dritter hinzu und als 1904 die Svenska Fotboll Unionen in Eskilstuna gebildet wurde, gab es insgesamt vier miteinander konkurrierende Verbände. Um dem Wirrwarr ein Ende zu bereiten, führte der Riksidrottsförbund seit 1904 eine aktive Fußballpolitik, die mit der Gründung des Svenska Fotbollförbundet endete, der seit 1908 auch die schwedischen Meisterschaften im Fußball ausrichtete.

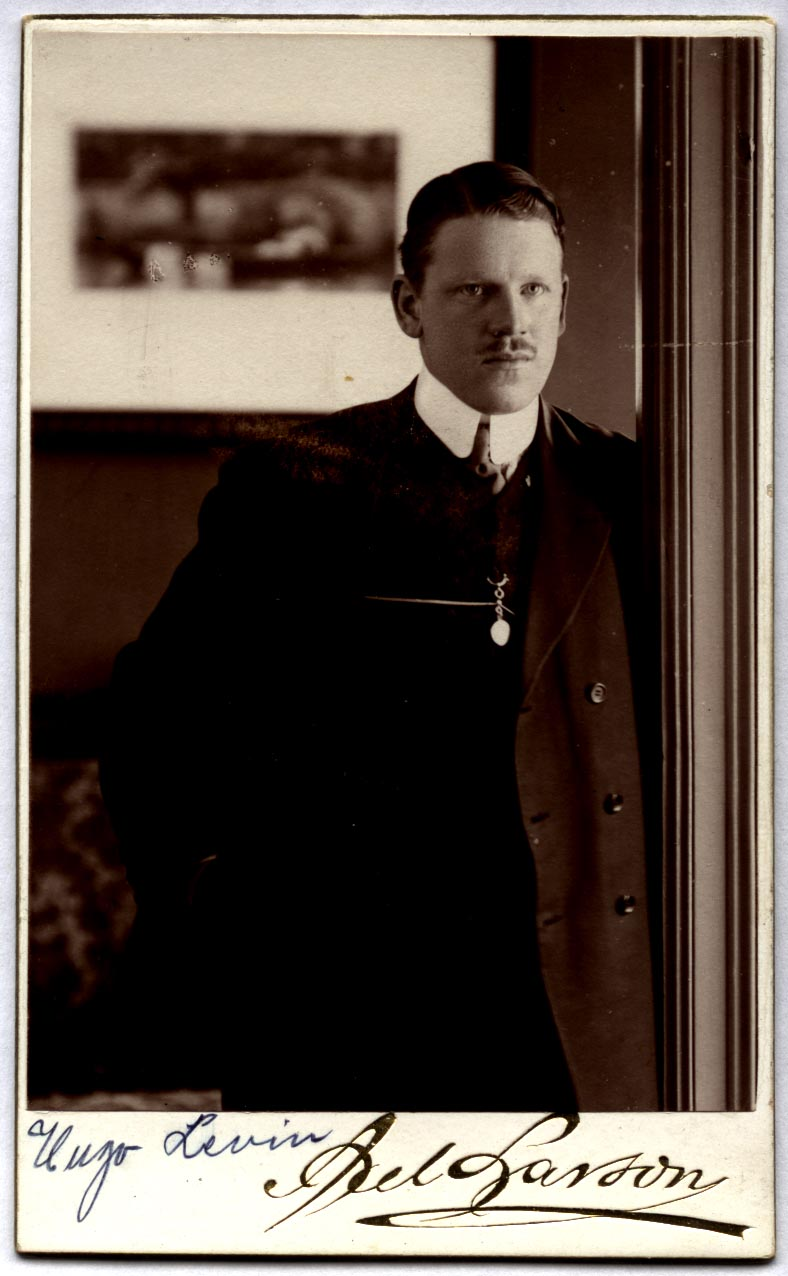
Hugo Levin

Eine weitere Frage war, in welcher Form der Schwedische Meister ermittelt werden sollte. Seit 1905 hatten sich sowohl in Göteborg als auch in Stockholm städtische Ligen etabliert, aber es dauerte bis zum 20. Februar 1910, als die ersten Gespräche über eine „gesamtschwedische“ Liga in Gang kamen, treibende Kraft war hier der Göteborger Hugo Levin, Vorsitzender von Örgryte, der für seine Idee bei den Clubs aus Stockholm Gehör fand und so wurde noch im selben Jahr die Svenska Serien (deutsch: Die schwedische Liga) bestehend aus acht Mannschaften ausgespielt, jedoch außerhalb des Svenska Fotbollförbundet, denn bei der Svenska serien handelte es sich um eine rein private Initiative. Die noch heute in der Allsvenskan spielenden Vereine IFK Göteborg, IFK Norrköping und AIK Stockholm waren schon zu diesem Zeitpunkt Teil der neugeschaffenen Liga. Die hohen Reisekosten und die verhältnismäßig geringen Einnahmen führten das Projekt jedoch schon bald in schwieriges Fahrwasser und seit 1912 stand die Liga unter der Schirmherrschaft des Svenska Fotbollförbundet, jedoch wurde parallel zur Svenska serien immer noch die offizielle Meisterschaft im Pokalmodus ausgespielt.
Zu Beginn der Saison 1917/18 entschied man sich, die Liga wegen der zu hohen Reisekosten einzustellen. 1920 wurde die Liga mit zehn Mannschaften reaktiviert, konnte jedoch erst im Frühjahr 1921 zu Ende gespielt werden. Da der Fußball nur in Göteborg viele Zuschauer anzog und die Reisekosten sehr hoch waren, entschied man sich 1922 die Liga in zwei Gruppen, östsvenska und västsvenska, aufzuteilen. Zum gleichen Zeitpunkt stieg das Zuschauerinteresse jedoch spürbar an. Gleichzeitig konzentrierten die Fußballvereine ihre Anstrengungen immer stärker auf die Svenska serien und vernachlässigten die offizielle schwedische Meisterschaft mehr und mehr.

### Die Gründung der Allsvenskan (1923–1934)
1923 wurde eine Arbeitsgruppe mit dem Ziel gebildet, ein nationales Ligasystem zu bilden. Auf der entscheidenden Sitzung am 13. Januar 1924 in Skeppsbron (Stockholm) stimmten die geladenen Gäste für den Stockholmer Vorschlag, eine gesamtschwedische Liga mit darunter befindlichen Ligen zu schaffen. Am 3. August 1924 feierte die Allsvenskan (deutsch: „Die Gesamtschwedische“) ihre Premiere. Unter den zwölf teilnehmenden Mannschaften befanden sich mit Norrköping, Göteborg und dem AIK wieder die Mannschaften, die bereits an der Svenska serien teilgenommen hatten. Hinzu kamen noch heute klangvolle Namen wie Helsingborgs IF und Hammarby IF. Zur Enttäuschung vieler Stockholmer war Djurgården nicht dabei, was jedoch nachvollziehbar war, da der Verein in der Ostgruppe der Svenska serien den letzten Platz belegt hatte. Weniger nachvollziehbar war es, den Verein Fässbergs IF (heute Teil der Gemeinde Mölndal) von der Teilnahme an der neuen Liga auszuschließen. Der Verein aus dem südlich von Göteborg gelegenen, gleichnamigen Ort mit seinen 241 Einwohnern hatte wenige Monate vor dem Start der Allsvenskan die Schwedische Meisterschaft (die parallel zur Svenska Serien ausgetragen wurde, siehe oben) gewonnen und hatte durch den ersten Platz in der Västsvenska division 2 sowie den darauffolgenden Sieg in der Relegation gegen Varbergs GIF die sportliche Qualifikation für die neue Liga geschafft, durfte aber dennoch nicht teilnehmen. Offiziell hieß es zunächst, dass das Heimstadion den Anforderungen nicht genüge, aber als dieses Argument vom Tisch war, meinte man plötzlich, dass dem Verein die wirtschaftlichen Voraussetzungen fehlten. Und als die erforderliche Summe von 8.000 Kronen aufgebracht wurde, bekam der Club aus Mölndal die Mitteilung, dass der vakante Platz nun an die Landskrona BoIS gegangen war. Das in Skåne gelegene Landskrona dem Göteborger Vorortverein vorzuziehen hatte strategische Gründe: Fässberg wäre der vierte Verein aus der Region Göteborg gewesen und mit einem weiteren Verein aus Skåne glaubte man, ein breiteres Interesse für die Allsvenskan erzeugen zu können. Zudem zählte Landskrona zu den Zuschauermagneten im schwedischen Fußball. Eine Woche vor Ligastart wurde den Landskrona BoIS per Telegram mitgeteilt, dass sie in die Allsvenskan aufgenommen waren, eine Bürgschaft, wie sie von Fässberg verlangt worden war, brauchte der Verein nicht vorzulegen. Während die Aufnahme für die BoIS der Beginn einer zwanzigjährigen fast ununterbrochenen Teilnahme in der Allsvenskan bedeutete, verlor Fässberg alle wichtigen Spieler und verschwand in der Bedeutungslosigkeit.
Unter der Allsvenskan wurde die Division II geschaffen, die in vier Staffeln eingeteilt war und aus der die zwei besten Mannschaften am Ende der Saison in die höchste Liga aufstiegen, zugleich stiegen die zwei schlechtesten Mannschaften der Allsvenskan in die Division II ab. Der Sieger der Allsvenskan galt offiziell erst ab 1931 auch als Schwedischer Meister, aber in den Anfangsjahren konnte „Die Gesamtschwedische“ ihrem Namen nicht ganz gerecht werden, da die Liga für Mannschaften aus Norrland und Gotland gesperrt war (eine Regelung die bis in die 1950er Jahre galt). Grund war die immense Größe des Landes und die schlechte Infrastruktur, die es beinahe unmöglich gemacht hätte für eine Mannschaft wie Malmö FF zu einem Ligaspiel in den hohen Norden zu fahren.
Ein strittiger Punkt war, ob Fußballspieler Amateure oder Profis sein sollten. Offiziell galt das Amateurstatut, das heißt, es war nicht erlaubt, für Geld zu spielen (mit Ausnahme einer Aufwandsentschädigung). Malmö FF verstieß 1934 gegen dieses Statut und musste zwangsabsteigen. Es scheint jedoch, dass das verdeckte Profitum zu jener Zeit recht verbreitet war. Der Historiker Torbjörn Andersson ist der Auffassung, dass seit den 1920er Jahren jeder Fußballspieler ungefähr die Hälfte seines Einkommens aus dem Fußball bezog. Die Einkommen waren oft indirekter Natur, das heißt, sie bestanden aus Anzügen, Reisen usw.

### Die goldene Ära (1948–1958)
Eine erste Blütephase erlebte die Allsvenskan nach dem Zweiten Weltkrieg. Der Gewinn der Goldmedaille bei den Olympischen Spielen 1948 bildete den Beginn einer goldenen Ära des schwedischen Fußballs. In dem hart umkämpften Finale von Wembley gewannen die Schweden nach Toren von Gunnar Nordahl und Gunnar Green mit 3:1 gegen Jugoslawien. Bei der Weltmeisterschaft in Brasilien 1950 erreichte die Mannschaft den 3. Platz. Bei der Fußball-WM 1958 schließlich gelang es der schwedischen Nationalmannschaft, nach dem Viertelfinalsieg gegen die Sowjetunion und einem 3:1 gegen Westdeutschland ins Finale vorzustoßen. Wie war dies möglich? Der entscheidende Faktor war sicherlich, dass Schweden nicht vom Zweiten Weltkrieg betroffen gewesen war. Während andere Länder Verluste zu beklagen hatten, die sich auch negativ auf den Sport auswirkten, konnte Schweden eine Sportbewegung im Schatten des Krieges aufbauen. Gunnar Nordahl war einer der Stars in dieser Phase des schwedischen Fußballs. Schon bald nach dem Gewinn der olympischen Medaille 1948 wechselte er in das italienische Ausland. Andere Spieler folgten in den darauffolgenden Jahren.
Gunnar Nordahl sowie Nils Liedholm und andere gehörten während des Turniers von 1948 der starken Mannschaft von IFK Norrköping an, die die Allsvenskan in jenen Jahren dominierte: 1948, 1952, 1956 und 1957 gewann der IFK die Meisterschaft. Die andere dominierende Mannschaft in dieser Zeit war Malmö FF, die die Allsvenskan 1949, 1951 und 1953 für sich entscheiden konnte. Ein Blick auf die Nationalmannschaft während der WM 1950 macht deutlich, dass hier mehrere Spieler von Malmö im Kader der schwedischen Auswahl standen.
Im neugeschaffenen Europapokal der Landesmeister schieden die schwedischen Mannschaften regelmäßig früh aus. Norrköping nahm zweimal am Wettbewerb teil und scheiterte beide Male in der 1. Runde. Lediglich Djurgårdens IF konnte in der Saison 1955/56 immerhin bis ins Viertelfinale vordringen.

### Zwischen Amateurismus und Professionalismus (1958–1971)
Die Vizeweltmeisterschaft 1958 markierte zugleich auch das Ende der sehr erfolgreichen Nachkriegszeit für die schwedische Nationalmannschaft. Der Erfolg wirkte sich jedoch stimulierend auf die Allsvenskan aus, da 1959 mit im Schnitt 13.369 Zuschauern pro Spiel ein neuer Zuschauerrekord aufgestellt wurde. 1959 ging die Allsvenskan zu dem bis heute gültigen Schema über, in dem nach dem Kalenderjahr gespielt wird. Grund waren vor allem die klimatischen Gegebenheiten Schwedens.
Zu Beginn der 1960er Jahre dominierte noch der IFK Norrköping den schwedischen Fußball, doch der Titel von 1963 sollte gleichzeitig auch der letzte für beinahe 30 Jahre sein. Danach verschob sich das Gewicht zugunsten der Vereine aus den drei Großstädten Stockholm, Göteborg und Malmö, aus denen alle Meister von 1964 bis 1971 kamen. Die 60er konnten jedoch auch mit einer kleinen Überraschung aufwarten: Der 1968 in die Allsvenskan aufgestiegene Östers IF wurde auf Anhieb Meister.
International spielte der schwedische Fußball in den 1960er Jahren keine größere Rolle. Während andere Fußballligen längst mit der Professionalisierung und der Kommerzialisierung begonnen hatten, galt in Schweden bis 1967 das Amateurstatut. Die Einführung des Europapokals der Landesmeister hatte zudem eine Bühne geschaffen, in der sich die besten Mannschaften messen konnten, gleichzeitig wurden diese Spiele aber auch zu einer großen Einnahmequelle für die Vereine. Das Ausbleiben von Erfolgen für schwedische Vereine ließ somit die Allsvenskan ins Hintertreffen geraten.

### Åtvid und Öster (1972–1981)
Anfang der 1970er Jahre verschob sich das Gewicht kurzfristig zugunsten des kleinen Ortes Åtvidaberg (südlich von Linköping). In der Stadt mit 10.000 Einwohnern war das Unternehmen Facit AB im Büromaschinenbau groß geworden und Stadt und Unternehmen lebten hier quasi in einer Symbiose. Dadurch erlebte auch der Fußballverein Åtvidabergs FF einen Aufschwung. Der gesamte Verein wurde patriarchalisch geführt und konnte durch die finanziellen Mittel Facits Spieler aus anderen Städten abwerben, zum Beispiel bediente sich der Verein regelmäßig bei Degerfors IF. Dadurch stieg der Verein 1967 in die Allsvenskan auf und gewann zwei Meisterschaften in den Jahren 1972 und 1973.
Im Europacup schlug sich der ÅFF achtbar. Im Pokal der Pokalsieger 1971/72 konnte die Mannschaft zuerst den FC Chelsea besiegen und kam bis ins Viertelfinale, wo sie gegen BFC Dynamo verlor. 1973/74 scheiterte man denkbar knapp gegen den FC Bayern München nach Elfmeterschießen in der 1. Runde und 1974/75 war erst im Viertelfinale gegen den FC Barcelona Schluss.
Einen ähnlichen Höhenflug wie Åtvidaberg erlebte der Verein Östers IF aus Växjö einige Jahre später. Zwischen 1978 und 1981 wurde Östers dreimal Meister. Im Europapokal der Landesmeister konnte Östers jedoch nicht mit Åtvidaberg mithalten: Östers nahm dreimal teil und kam bei keiner Teilnahme über die 1. Runde hinaus. Im UEFA-Cup lief es ein wenig besser, hier konnte der Verein in der Saison 1976/77 immerhin die 3. Runde erreichen.
Der erfolgreichste Verein während dieser Periode war aber ohne Zweifel Malmö FF. Di blåe (deutsch: „Die Blauen“) gewannen nicht nur fünfmal die Allsvenskan, sondern konnten 1979 sogar bis ins Finale des Europapokals der Landesmeister vorstoßen. Dem Erfolg lag ein neues Spielsystem zugrunde, das die Engländer Roy Hodgson und Bob Houghton nach Schweden exportiert hatten: ein defensiver Fußball, der zwar unattraktiv, aber dafür sehr effektiv gegen stärkere Mannschaften eingesetzt werden konnte. Im Finale trafen sie auf Nottingham Forest, das die Partie mit 1:0 für sich entscheiden konnte.

### Play-off-System und UEFA-Cup-Sieger (1982–1992)
Anfang der 1980er Jahre übernahm der junge Trainer Sven-Göran Eriksson den damals relativ erfolglosen IFK Göteborg. Eriksson kopierte im Großen und Ganzen das System von Houghton und Hodgson, das sie so erfolgreich mit Malmö eingesetzt hatten. Das führte zunächst dazu, dass sich der IFK drei Meisterschaften in Folge (1982–1984) sichern konnte, zudem gewann der Verein die Allsvenskan 1987. Darüber hinaus konnte Blå-vitt auch mit Erfolgen im Europapokal der Landesmeister aufwarten. Der Verein schaffte es 1984/85 bis ins Viertelfinale und scheiterte 1985/86 erst im Halbfinale gegen den FC Barcelona nach Elfmeterschießen. Der allergrößte Erfolg des Vereins war aber zweifellos der zweimalige Gewinn des UEFA-Pokals: zum ersten Mal 1982, als Göteborg den Hamburger SV mit insgesamt 4:0 schlug, und zum zweiten Mal 1987 gegen Dundee United. Damit ist der IFK der einzige schwedische Verein, der einen internationalen Erfolg vorweisen kann.
Ab 1982 versuchte sich die Allsvenskan auch an einem Play-off-System. Bis 1990 wurde der Meister nach einer einfachen Hin- und Rückrunde im Halbfinale und Finale ermittelt. Es zeigte sich jedoch ab 1986, dass die Zuschauerzahlen rückläufig waren: Im Schnitt sahen nur noch gut 4.000 Zuschauer ein Spiel der Allsvenskan. Möglicherweise empfanden die Zuschauer die Allsvenskan mit Vorrunde und anschließendem Play-off als zu lang. Welche Gründe auch immer dahintersteckten, die Liga reformierte das System erneut in den Jahren 1991 und 1992, als die Allsvenskan auf zehn Vereine verkleinert wurde und nach einfacher Hin- und Rückrunde die besten sechs Mannschaften die sogenannte Meisterrunde ausspielten, in der der Meister in einer weiteren einfachen Hin- und Rückrunde ermittelt wurde. 1993 änderte man das Konzept erneut: Die Allsvenskan wurde auf 14 Mannschaften erweitert und die Mannschaft, die nach Hin- und Rückrunde die meisten Punkte hat, ist schwedischer Meister.

### Bosman-Urteil und Niedergang (1993–2001)
War der Erfolg von Göteborg in den 1980er Jahren bereits unübersehbar, so schlug dies in den 1990er Jahren in eine totale Dominanz um: Von 1993 bis 1996 gewann der IFK alle Meisterschaften. Diese nationalen Triumphe ermöglichten gleichzeitig auch stärkere professionelle Strukturen im Verein. Fehlinvestitionen und die Verpflichtung von Spielern mit zu hohen Gehältern leerten die Kasse des IFK Göteborg allerdings zunehmend. Hinzu kam, dass einige Spieler ihre Karrieren beendeten oder verletzungsbedingt ausfielen.
Nach der Dominanz von Göteborg wechselten sich Halmstads BK, AIK Stockholm und HIF aus Helsingborg mit dem Gewinn der Meisterschaft ab. HIF gewann die letzte Meisterschaft der 1990er Jahre und qualifizierte sich außerdem für die Champions League nach Elfmeterschießen gegen Mailand. Der Erfolg hatte seinen Grund in der Verpflichtung von starken Trainern wie Åge Hareide (später Trainer der erfolgreichen Mannschaft von Malmö FF) und Nanne Bergstrand (späterer Meistertrainer von Kalmar FF) sowie neuer wirtschaftlicher Möglichkeiten.
In Europa verliefen die 1990er Jahre relativ erfolgreich für die schwedischen Mannschaften. Der IFK Göteborg nahm an der Champions League 1992/93 teil, schied aber als Gruppenzweiter aus. 1994/95 gewann die Mannschaft ihre Gruppe, verlor jedoch das Viertelfinale gegen Bayern München knapp (0:0, 2:2). Auch 96/97 sowie 97/98 nahm der IFK an der Champions League teil, musste sich jedoch in beiden Fällen mit dem letzten Platz in der Gruppenphase begnügen. 1999/2000 schaffte es der AIK Stockholm an dem heißbegehrten Wettbewerb teilzunehmen, bevor Helsingborgs IF die Qualifikation gelang. Beide Vereine erreichten lediglich den letzten Platz in ihrer Gruppe.
Bei diesem schleichenden Niedergang des schwedischen Fußballs scheint vor allem der Beitritt Schwedens zur Europäischen Union und das Bosman-Urteil im Jahr 1995 eine wichtige Rolle gespielt zu haben. Dadurch öffnete man den Spielermarkt für ausländische Großvereine, die nun mehr denn je Talente auch in den schwedischen Ligen suchten. Der erste Spieler, der ablösefrei aus der Allsvenskan ins Ausland wechselte, war Christer Fursth, der zum 1. FC Köln ging. Das Problem hierbei war, dass schwedische Vereine bis 1995 Geld bekamen, falls ein Spieler ins Ausland wechselte. Diese Ablösesummen fielen nun weg. Am Ende wurden die Spieler mit höheren Gehältern entlohnt, während die Vereine zu den Verlierern zählten. Vor allem die sogenannten Ausbildungsvereine standen oft mit leeren Händen da, wenn der Spieler den Verein verließ. Befürworter des Bosmanurteils merken jedoch an, dass das alte System mit seinen Ablösesummen einer Art Leibeigenschaft gleichkam, und meinen deshalb, dass das neue System dem alten vorzuziehen ist. Gleichzeitig ist man sich relativ einig, dass die Wettbewerbsfähigkeit der Allsvenskan im europäischen Vergleich gesunken ist (siehe oben).

### Zuschauerboom, Kommerzialisierung und Professionalisierung (seit 2001)

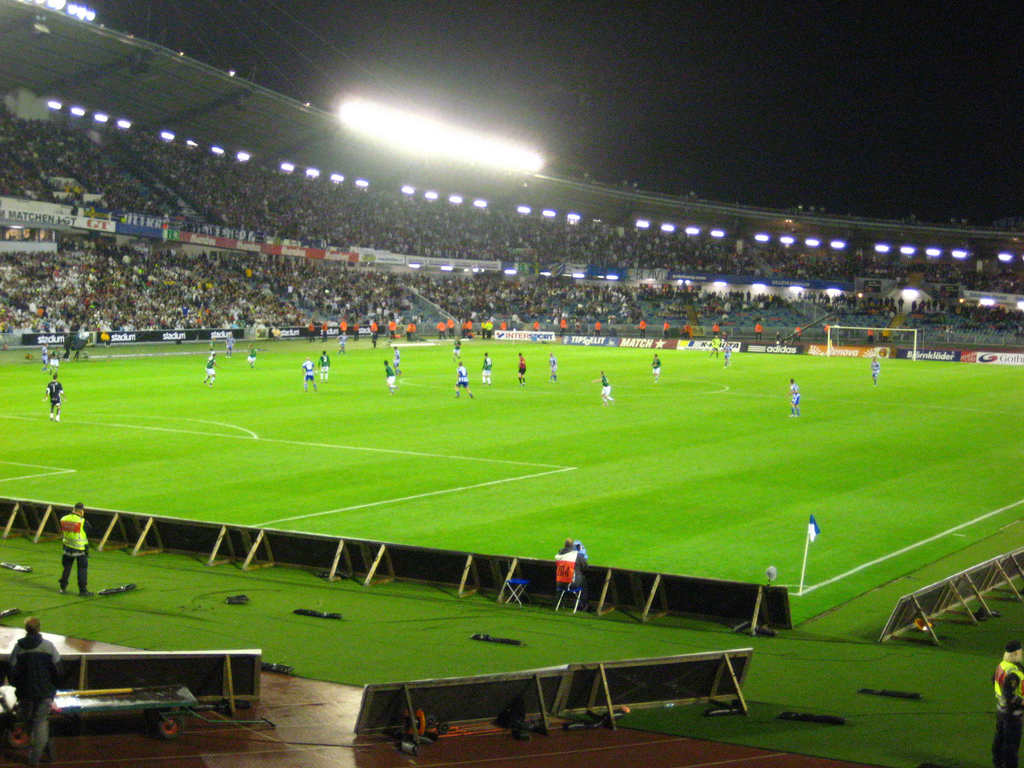
Flutlichtspiel zwischen IFK Göteborg und GAIS im September 2008

Die 2000er Jahre wurden von Versuchen geprägt, zumindest mit vergleichbaren Ligen (z. B. Norwegen oder Österreich) mithalten zu können. Zum ersten führte man 2001 ein Lizenzierungsverfahren ein (‚elitlicens‘), in dem jeder Klub unter anderem eine positive Kapitalbilanz am Jahresende vorweisen muss. Des Weiteren wurde die Allsvenskan stärker kommerzialisiert, d. h. die Einnahmen stiegen deutlich an. Treibender Motor für die steigenden Einnahmen waren vor allem die steigenden Zuschauerzahlen, die sich Anfang der 1990er Jahre noch bei gut 4.000 Zuschauern im Schnitt befunden hatten, Anfang der 2000er Jahre aber bei über 10.000 stabilisierten und seitdem auf diesem Niveau verblieben sind. Der Journalist Olof Lundh sieht mehrere Ursachen für diesen Zuschauerboom: erstens wurde der Spieltag seit 1992 auf mehrere Tage verteilt, u. a. auf den Montag, da der staatliche Sender SVT an diesem Wochentag exklusiv Zusammenfassungen der Allsvenskan in seinem Magazin Fotbollskväll (vergleichbar mit der Sportschau) zeigen wollte. Durch diese Aufsplittung des Spieltags hatten Boulevardzeitungen wie Expressen und Aftonbladet mehrere Tage in der Woche, in denen sie von den Spielen des vorigen Tages berichten konnten, wodurch das Interesse für die Allsvenskan weiter angeheizt wurde. Aftonbladet ging sogar dazu über, ein eigenes Magazin mit dem Titel Sportbladet zu produzieren, das der Zeitung täglich beigelegt wurde. Auch der Gewinn der Bronzemedaille bei der Fußball-WM 1994 sowie die Qualifikation für die EM 2000 zeigte den Medienhäusern das wirtschaftliche Potenzial des Fußballs. Ein weiterer wichtiger Faktor für das steigende Zuschauerinteresse war der Verkauf der Sportrechte an den schwedischen Pay-TV-Sender Canal Plus, wodurch die Anzahl der live gesendeten Spiele sprunghaft anstieg. Auch der Bau neuer Stadien trug zu den steigenden Zuschauereinnahmen bei, was mit besseren Vermarktungschancen (z. B. Verkauf des Stadionnamens) verbunden war.
Aufgrund des gestiegenen Zuschauerinteresses konnten die Fernsehrechte wiederum teuer verkauft werden. Durch den Wechsel der Fernsehrechte von Canal Plus zu Discovery Networks im Jahr 2020 stiegen die Fernseheinnahmen um mehr als das Doppelte auf etwa 60 Mio. € pro Jahr an. Die Gelder werden nach einem Schlüssel verteilt, dem die Platzierungen der letzten 5 Jahre zu Grunde liegen. Die Mannschaften, die nach diesem Zeitraum auf den Plätzen 1–3 liegen, erhalten etwa 7–9 % der Fernsehgelder, während die Clubs auf Platz 6–16 jeweils gut 5 % bekommen. Der Erstplatzierte kann daher mit Einnahmen in einer Größenordnung von ca. 6 Mio. € rechnen. Weitere geplante Veränderungen sind, dass die Allsvenskan ihren Anteil der Fernsehgelder gegenüber der Superettan vergrößern wird. Ab 2026 ist angedacht, die Verteilung der Fernsehgelder innerhalb der Allsvenskan zu verändern.
Durch die gestiegenen Einnahmen sind auch die Spielergehälter angestiegen. Verdiente ein Spieler der Allsvenskan im Jahr 2000 durchschnittlich etwa 55.000 € pro Jahr, waren es 2008 bereits ca. 80.000 €. Bis 2019 waren die Einkommen auf etwa 90.000 € pro Spieler angestiegen. Dabei ist jedoch zu berücksichtigen, dass zwischen den Vereinen ein starkes Verdienstgefälle existiert. Auch die Spitzengehälter in der Allsvenskan sind in den letzten Jahren stetig gestiegen. Hatte Anton Tinnerholm von Malmö FF im Jahr 2016 noch 250.000 € gereicht, um als bestbezahlter Spieler der Allsvenskan zu gelten, ging dieser Platz 2020 an Oscar Lewicki mit einem Jahresgehalt von 400.000 €. In einer Studie der UEFA von 2015 rangierte die Allsvenskan bei den Gehaltskosten pro Club mit gut 5 Mio. € auf dem 22. Platz in Europa (zum Vergleich: die deutsche 2. Bundesliga lag mit knapp 14 Mio. € auf dem 11. Platz). Auch bei den Umsätzen kann die Allsvenskan international nicht mithalten: einer Studie von 2012 zufolge rangiert die Liga mit einem Umsatz von etwa 130 Mio. € hinter vergleichbaren Ligen wie der österreichischen Bundesliga (150 Mio. €), der dänischen SAS-Liga (160 Mio. €) oder der schottischen Premier League (170 Mio. €).
Das zeigte sich auch in der Qualifikation zur Champions League, wo die schwedischen Mannschaften in der Regel chancenlos waren und oft an Mannschaften aus der Schweiz, Slowakei, Ungarn, Norwegen oder Schottland scheiterten. Im UEFA-Cup bzw. der Europa League bot sich ein ähnliches Bild, hier waren es oft Mannschaften aus Irland, Wales, Norwegen oder Dänemark, die den Siegeszug der schwedischen Mannschaften stoppten. 2014 wurde dieser negative Trend durchbrochen, als sich Malmö FF nach einem 3:0 gegen RB Salzburg für die Champions League qualifizierte. 2015 gelang dem Verein dasselbe durch einen 2:0-Sieg gegen Celtic Glasgow. 2021 schaffte es der Club aus Schonen ein weiteres Mal in die Gruppenphase. Auch in der Europa League keimte in der Saison 2016/17 Hoffnung auf, als der Verein Östersunds FK völlig unerwartet die Gruppenphase gegen Vereine wie Athletic Bilbao und Hertha BSC überstand und in die Play-offs einzog.
Das häufig frühe Ausscheiden in europäischen Wettbewerben hat auch zu einer medialen Debatte geführt, in der immer wieder die Frage gestellt wird, wie man das Niveau der Allsvenskan so weit anheben kann, dass die schwedischen Klubs auf europäischer Ebene weiter vordringen können als bislang. Eine Alternative könnte sein, die Verteilung der Fernsehgelder so zu verändern, dass die Spitzenteams mehr Geld bekommen. Das bedroht jedoch auf der anderen Seite die Ausgeglichenheit der Allsvenskan. Denn wenn die Allsvenskan ein Markenzeichen hat, ist es vor allem ihre Ausgeglichenheit: In den Jahren 2000 bis 2010 gewannen acht verschiedene Vereine die Liga. Manche Experten wie Anders Lingblad (Svenska Dagbladet) sehen in der Allsvenskan die ausgeglichenste Liga überhaupt, in der jeder jeden schlagen kann.
Zusammen mit 23 weiteren nationalen Profiliga-Verbänden ist die Fotbollsallsvenskan Gründungsmitglied des im Februar 2016 in Zürich gegründeten internationalen World Leagues Forum, dessen Ziel es unter anderem ist, die Interessen der Profiligen zu bündeln und deren gemeinsame Ansichten vor der FIFA sowie weiteren Institutionen aus Sport und Politik zu vertreten.

## Gewalt im schwedischen Fußball
Der schwedische Fußball wurde seit seinen Anfängen von Gewalt unter Zuschauern begleitet, z. B. musste das Spiel zwischen Örgryte IS und IFK Göteborg im Jahr 1913 wegen Zuschauerausschreitungen abgebrochen werden. Ab den 1930er-Jahren und bis weit in die 1980er-Jahre waren Hooligans in Schweden jedoch weitgehend unbekannt. Das Aufkommen sogenannter „Firmen“ in den 1990er-Jahren hat die Gewalt jedoch wieder neu entfacht. Große Aufmerksamkeit bekam dabei der Fall von Tony Deogan im Sommer 2002, als dieser bei einer Schlägerei zwischen Fans von IFK Göteborg und AIK Stockholm ums Leben kam. Einem Artikel des Svenska Dagbladets zufolge hat die Gewaltbereitschaft unter Fußballfans in den letzten Jahren zugenommen. Allein in Stockholm, berichtet die Zeitung, gibt es etwa 150 potenziell gewaltsame Fußballfans. In ganz Schweden gibt es einer Untersuchung der Polizei zufolge ca. 600 gewaltbereite Fußballfans. Ca. ein Drittel davon finden sich unter den Fans von Hammarby IF und dem AIK Stockholm. 75 % haben mehrere Vorstrafen. Ein Artikel im Dagens Nyheter beschreibt den durchschnittlichen schwedischen Fußballhooligan als Mann um die 25. Unter den Personen, die Zutrittsverbot zu den Stadien erhalten haben, ist jeder Dritte wegen Drogenkonsum, jeder Vierte wegen Misshandlungen und jeder Zweite allgemein wegen Verbrechen vorbestraft.
Im März 2014 wurde die Debatte über Gewalt im schwedischen Fußball neu entfacht, als ein Fan von Djurgårdens IF bei der Saisonpremiere in Helsingborg bei Fanausschreitungen schwer misshandelt wurde und kurze Zeit später seinen Verletzungen erlag. Im Herbst 2016 kam es zu erneuten Ausschreitungen, als die renommierte Mannschaft von Helsingborgs IF die Relegation gegen den Dritten der Superettan, Halmstads BK, verlor und damit aus der Allsvenskan abstieg. Im Verlauf der Untersuchungen ermittelte die Polizei 19 Hooligans, die den Innenbereich des Stadions gestürmt hatten.

## Schwedische Meister in der Allsvenskan

### Meister nach Spielzeit
| - 1925 1 – GAIS - 1926 1 – Örgryte IS - 1927 1 – GAIS - 1928 1 – Örgryte IS - 1929 1 – Helsingborgs IF - 1930 1 – Helsingborgs IF - 1931 – GAIS - 1932 – AIK Solna - 1933 – Helsingborgs IF - 1934 – Helsingborgs IF - 1935 – IFK Göteborg - 1936 – IF Elfsborg - 1937 – AIK Solna - 1938 – IK Sleipner - 1939 – IF Elfsborg - 1940 – IF Elfsborg - 1941 – Helsingborgs IF - 1942 – IFK Göteborg - 1943 – IFK Norrköping - 1944 – Malmö FF - 1945 – IFK Norrköping - 1946 – IFK Norrköping - 1947 – IFK Norrköping - 1948 – IFK Norrköping - 1949 – Malmö FF | - 1950 – Malmö FF - 1951 – Malmö FF - 1952 – IFK Norrköping - 1953 – Malmö FF - 1954 – GAIS - 1955 – Djurgårdens IF - 1956 – IFK Norrköping - 1957 – IFK Norrköping - 1958 2 – IFK Göteborg - 1959 – Djurgårdens IF - 1960 – IFK Norrköping - 1961 – IF Elfsborg - 1962 – IFK Norrköping - 1963 – IFK Norrköping - 1964 – Djurgårdens IF - 1965 – Malmö FF - 1966 – Djurgårdens IF - 1967 – Malmö FF - 1968 – Östers IF - 1969 – IFK Göteborg - 1970 – Malmö FF - 1971 – Malmö FF - 1972 – Åtvidabergs FF - 1973 – Åtvidabergs FF - 1974 – Malmö FF | - 1975 – Malmö FF - 1976 – Halmstads BK - 1977 – Malmö FF - 1978 – Östers IF - 1979 – Halmstads BK - 1980 – Östers IF - 1981 – Östers IF - 1982 – IFK Göteborg - 1983 – IFK Göteborg - 1984 – IFK Göteborg - 1985 – Örgryte IS - 1986 – Malmö FF - 1987 – IFK Göteborg - 1988 – Malmö FF - 1989 – IFK Norrköping - 1990 – IFK Göteborg - 1991 – IFK Göteborg - 1992 – AIK Solna - 1993 – IFK Göteborg - 1994 – IFK Göteborg - 1995 – IFK Göteborg - 1996 – IFK Göteborg - 1997 – Halmstads BK - 1998 – AIK Solna - 1999 – Helsingborgs IF | - 2000 – Halmstads BK - 2001 – Hammarby IF - 2002 – Djurgårdens IF - 2003 – Djurgårdens IF - 2004 – Malmö FF - 2005 – Djurgårdens IF - 2006 – IF Elfsborg - 2007 – IFK Göteborg - 2008 – Kalmar FF - 2009 – AIK Solna - 2010 – Malmö FF - 2011 – Helsingborgs IF - 2012 – IF Elfsborg - 2013 – Malmö FF - 2014 – Malmö FF - 2015 – IFK Norrköping - 2016 – Malmö FF - 2017 – Malmö FF - 2018 – AIK Solna - 2019 – Djurgårdens IF - 2020 – Malmö FF - 2021 – Malmö FF - 2022 – BK Häcken - 2023 – Malmö FF - 2024 – Malmö FF |

### Meister nach Anzahl
- 24 Titel: Malmö FF
- 15 Titel: IFK Göteborg
- 13 Titel: IFK Norrköping
- 8 Titel: Djurgårdens IF
- 7 Titel: Helsingborgs IF 1
- 6 Titel: IF Elfsborg
- 6 Titel: AIK Solna
- je 4 Titel: GAIS 1, Halmstads BK, Östers IF
- 3 Titel: Örgryte IS 1
- 2 Titel: Åtvidabergs FF
- je 1 Titel: Hammarby IF, Kalmar FF, IK Sleipner, BK Häcken

Schwedische Meister vor der Allsvenskan
Bis 1925 wurde der Schwedische Meistertitel in einem Pokalsystem ermittelt. Diese Titel sind oben nicht einberechnet.
- 11 Titel: Örgryte IS
- 6 Titel: AIK Solna 3
- 4 Titel: Djurgårdens IF 4
- 3 Titel: IFK Göteborg
- 2 Titel: GAIS
- 1 Titel: Göteborgs IF 5, Fässbergs IF 6, Brynäs IF

### Rekordmeister der Allsvenskan
| - 1925:00000 GAIS (1) - 1926:00000 GAIS/Örgryte IS (je 1) - 1927:00000 GAIS (2) - 1928–1929: GAIS/Örgryte IS (je 2) - 1930:00000 GAIS/Örgryte IS/Helsingborgs IF (je 2) - 1931–1932: GAIS (3) | - 1933:00000 GAIS/Helsingborgs IF (je 3) - 1934–1947: Helsingborgs IF (4–5) - 1948–1951: Helsingborgs IF/IF Norrköping (je 5) - 1952–1974: IF Norrköping (6–11) - 1975–1976: IF Norrköping/Malmö FF (je 11) - 1977–1995: Malmö FF (12–14) | - 1996–2004: Malmö FF/IFK Göteborg (je 14) - 2005–2006: Malmö FF (15) - 2007–2009: Malmö FF/IFK Göteborg (je 15) - 2010–2024: Malmö FF (16–24) |

### Ewige Tabelle
In der ewigen Tabelle liegt Rekordmeister Malmö FF knapp vor IFK Göteborg.
Bläulich hinterlegte Vereine spielen in der Saison 2023 in der Allsvenskan.
| Pl.                    | Verein          | Jahre | Sp.  | S    | U   | N   | T+   | T-   | Diff. | Punkte | Ø-Pkt. | Titel |
| ---------------------- | --------------- | ----- | ---- | ---- | --- | --- | ---- | ---- | ----- | ------ | ------ | ----- |
| 1.                     | Malmö FF        | 87    | 2129 | 1068 | 538 | 523 | 3834 | 2480 | +1354 | 3742   | 1,76   | 22    |
| 2.                     | IFK Göteborg    | 90    | 2181 | 1025 | 523 | 633 | 3980 | 2901 | +1079 | 3598   | 1,65   | 18    |
| 3.                     | AIK Solna       | 94    | 2277 | 990  | 597 | 690 | 3758 | 3006 | +752  | 3567   | 1,57   | 6     |
| 4.                     | IFK Norrköping  | 82    | 1987 | 866  | 491 | 630 | 3496 | 2822 | +674  | 3089   | 1,55   | 13    |
| 5.                     | IF Elfsborg     | 79    | 1936 | 791  | 485 | 660 | 3245 | 2940 | +305  | 2858   | 1,48   | 6     |
| 6.                     | Helsingborgs IF | 69    | 1683 | 726  | 364 | 593 | 3055 | 2617 | +438  | 2542   | 1,51   | 7     |
| 7.                     | Djurgårdens IF  | 67    | 1673 | 703  | 408 | 562 | 2665 | 2295 | +370  | 2517   | 1,5    | 7     |
| 8.                     | Örgryte IS      | 56    | 1306 | 487  | 321 | 498 | 2153 | 2048 | +105  | 1782   | 1,36   | 3     |
| 9.                     | Halmstads BK    | 55    | 1379 | 472  | 363 | 544 | 1909 | 2093 | −184  | 1779   | 1,29   | 4     |
| 10.                    | Hammarby IF 1   | 54    | 1352 | 485  | 325 | 542 | 2032 | 2160 | −128  | 1777   | 1,31   | 1     |
| 11.                    | Örebro SK       | 53    | 1338 | 469  | 343 | 526 | 1815 | 2010 | −195  | 1750   | 1,31   | –     |
| 12.                    | GAIS Göteborg   | 54    | 1253 | 464  | 294 | 495 | 1969 | 2029 | −60   | 1686   | 1,35   | 4     |
| Stand: Saisonende 2022 |                 |       |      |      |     |     |      |      |       |        |        |       |

## Zuschauerzahlen
In der Saison 2024 betrug die durchschnittliche Zuschauerzahl 10.786 Personen pro Spiel. Den höchsten durchschnittlichen Zuschauerschnitt wiesen AIK Solna (28.589), Hammarby IF (23.579) und der Meister Malmö FF (20.273) auf.
| Saison | Schnitt | Spiele | Gesamt    |
| ------ | ------- | ------ | --------- |
| 2000   | 6.891   | 182    | 1.254.104 |
| 2010   | 6.513   | 240    | 1.563.012 |
| 2011   | 7.326   | 240    | 1.758.348 |
| 2012   | 7.210   | 240    | 1.730.370 |
| 2013   | 7.627   | 240    | 1.830.374 |
| 2014   | 7.137   | 240    | 1.712.801 |
| 2015   | 9.967   | 240    | 2.392.084 |
| 2016   | 9.076   | 240    | 2.169.197 |
| 2017   | 9.048   | 240    | 2.171.562 |
| 2018   | 8.401   | 240    | 2.016.270 |
| 2019   | 9.162   | 240    | 2.198.794 |
| 2020   | 0       | 240    | 0         |
| 2021   | 4.595   | 240    | 1.056.993 |
| 2022   | 9.884   | 240    | 2.372.265 |
| 2023   | 10.026  | 240    | 2.406.205 |
| 2024   | 10.786  | 240    | 2.588.692 |

## UEFA-Fünfjahreswertung
Platzierung in der UEFA-Fünfjahreswertung:
(in Klammern die Vorjahresplatzierung). Die Kürzel CL, EL und CO hinter den Länderkoeffizienten geben die Anzahl der Vertreter in der Saison 2025/26 der Champions League, der Europa League sowie der Conference League an.
- 23.  (22)  Zypern (Liga, Pokal) – Koeffizient: 22.100 – CL: 1, EL: 1, CO: 2
- 24.  (25)  Ungarn (Liga, Pokal) – Koeffizient: 21.875 – CL: 1, EL: 1, CO: 2
- 25.  (23)  Schweden (Liga, Pokal) – Koeffizient: 21.500 – CL: 1, EL: 1, CO: 2
- 26.  (26)  Rumänien (Liga, Pokal) – Koeffizient: 21.375 – CL: 1, EL: 1, CO: 2
- 27.  (27)  Bulgarien (Liga, Pokal) – Koeffizient: 20.375 – CL: 1, EL: 1, CO: 2

Stand: Ende der Europapokalsaison 2023/24

## Qualifikation für europäische Wettbewerbe
Der schwedische Meister qualifiziert sich für die 1. Qualifikationsrunde der UEFA Champions League. Der Pokalsieger, der Vizemeister und der Drittplatzierte starten in der 2. Qualifikationsrunde der UEFA Conference League. Belegt der Pokalsieger einen der ersten drei Plätze, nimmt auch der Viertplatzierte an der Conference League teil.